# Chemin de l'Hallali
Le chemin de l'Hallali (en néerlandais: L'Hallaliweg) est une voie du bois de la Cambre.

## Particularité
La partie centrale du bois de la Cambre porte des noms relatifs à la chasse à courre. On y trouve ainsi le chemin de l'Hallali, l'allée de la Vénerie, le chemin des Traqueurs, le carrefour des Attelages, le chemin de la Meute et l'allée des Équipages.